# 弥吉菅一
弥吉 菅一（彌吉菅一、やよし かんいち、1911年9月27日 - 2000年3月14日）は、児童詩研究家・日本文学研究家。
福岡県浮羽郡（現うきは市）生まれ。広島文理科大学（現・広島大学）国文科卒。大阪学芸大学助教授、校名変更で大阪教育大学教授、1977年定年退官、名誉教授、梅花女子大学教授。1984年「日本児童詩教育の歴史的研究」で広島大学教育学博士。1997年日本児童文学学会特別賞受賞。1977年度博報賞受賞。

## 著書
- 『童詩の研究 自由詩の学習と指導体系』臼井書房 1950
- 『新選評釈奥の細道 俳句・俳文・俳論』新興出版社・啓林館 1959
- 『日本の児童詩の歴史的展望』少年写真新聞社 1965
- 『芭蕉『野ざらし紀行』の研究』桜楓社 1987
- 『日本児童詩教育の歴史的研究』渓水社 1989
- 『大阪『赤い鳥』入選児童詩の探求 関係者のその後を訪ねて 弥吉菅一先生遺稿集』関西児童文化史研究会 関西児童文化史叢書 2001

### 共編著・訳など
- 『古典とその時代 芭蕉』浅田善二郎共著 三一書房 1962
- 『芭蕉紀行集』全3巻　赤羽学,檀上正孝共著 明玄書房 1967-71
- 『芭蕉紀行総索引 上』檀上正孝共編 明治書院 1970
- 『児童文学「物語編」 資料と研究』中西一弘,大藤幹夫,向川幹雄共著 森北出版 1970
- 『心のかよう学級づくり 小学校の実践記録』編 竹屋秀郎等共著 高千穂書房 1973
- 『芭蕉俳文句文集 諸本対照』西村真砂子、赤羽学、壇上正孝共著 清水弘文堂 1977
- 『日本児童詩教育における創作指導の歴史的研究』編 全3巻　私家版 1980-86
- 『子どもポエムの展開史』編著 教育出版センター 児童文学研究叢書 1986
- 『表現学大系 各論篇 第19巻 現代詩の表現』編 教育出版センター 1986
- 『表現学大系 各論篇 第17-18巻 近代詩の表現』編 教育出版センター 1989-91
- 芭蕉著 波静編『影印『甲子吟行』付古注翻刻集』三木慰子共著 明治書院 1991
- 『少年詩の歩み』畑島喜久生共編著 教育出版センター 以文選書 1994-96

## 注
1. ↑  20世紀日本人名辞典
2. ↑  「追悼 弥吉菅一先生」石澤小枝子『児童文学研究』2001